# سنگ‌چشم‌کوکوی سیاه
سنگ‌چشم‌کوکوی سیاه (نام علمی: Campephaga flava) گونه‌ای از پرندگان تیرهٔ سنگ‌چشم‌کوکویان (Campephagidae) است. این گونه ارتباط نزدیکی با سنگ‌چشم‌کوکوی پتیت و سنگ‌چشم‌کوکوی شانه‌سرخ دارد و با آنها یک ابرگونه تشکیل می‌دهد. همچنین به نام سنگ‌چشم‌کوکوی سیاه آفریقایی نیز شناخته می‌شود.
در آنگولا، بوتسوانا، بوروندی، جمهوری دموکراتیک کنگو، اسواتینی، اتیوپی، کنیا، مالاوی، موزامبیک، نامیبیا، رواندا، سومالی، آفریقای جنوبی، سودان جنوبی، تانزانیا، اوگاندا، زامبیا و زامبیا یافت می‌شود.
زیستگاه‌های طبیعی آن جنگل‌هایجلگه‌ای نمناک نیمه‌گرمسیری یا گرمسیری، ساوانای خشک و درختچه‌زارهای خشک نیمه‌گرمسیری یا گرمسیری است.